# Años 190 a. C.
Los años 190 antes de Cristo comenzaron el 1 de enero de 199 a. C. y terminaron el 31 de diciembre de 190 a. C.

## Acontecimientos
- 200 - 196 a. C.: segunda guerra macedónica.
- 199 y 198 a. C.: en España gobierna Cneo Cornelio Blasión (Hispania Citerior) y Lucio Esterninio (Hispania Ulterior).
- 196 a. C.: Cerdubeles, régulo de Cástulo.[1]
- 196 a. C.: en Hispania continúa la rebelión indígena. Quinto Minucio Termo es pretor de la Hispania Citerior y Quinto Fabio Buteón de la Ulterior.
- 196 a. C.: Tito Quincio Flaminino proclama la libertad total de todos los griegos continentales en Corinto, durante los Juegos Ístmicos.
- 196 a. C.: Flaminino acusa al gobernante espartano, Nabis, de tiranía, toma Gitión en Laconia y fuerza a Nabis a rendir Argos.
- 195 a. C.: en India empieza a gobernar el rey Shatadanua, de la dinastía mauria.
- 193 a. C.: en Italia se registra un terremoto (sin más datos).[2]
- 192-189 a. C.: guerra entre la República Romana y Antíoco III de Siria.